# Juraj Šutej
Juraj Šutej (Podorašac, Konjic, 1889. – Zagreb, 1976.), odvjetnik, sudac i političar, visoki državni dužnosnik slovenskog podrijetla

## Životopis
Rođen u obitelji slovenskih useljenika. U Sarajevu završio gimnaziju. Diplomirao na zagrebačkom Pravnom fakultetu. Radio kao sudac, pa kao odvjetnik u Sarajevu. Izabran tri puta u Narodnu skupštinu za zastupnika. Izabran na izborima 1927., 1935. i 1938. godine. Obnašao dužnost ministra financija u vladi Dragiše Cvetkovića. Ministar financija u vladi ostao i nakon prevrata generala Dušana Simovića. S njime je nakon osovinske invazije otišao iz zemlje u emigraciju. Uspio ostati ministrom i pod trećim režimom, 1944. u izbjegličkoj jugoslavenskoj vladi Ivana Šubašića. Pod četvrtim režimom u prvoj komunističkoj vladi Demokratske Federativne Jugoslavije bio je ministar bez lisnice. Umro je u Zagrebu 1976.